# دیکتاتور

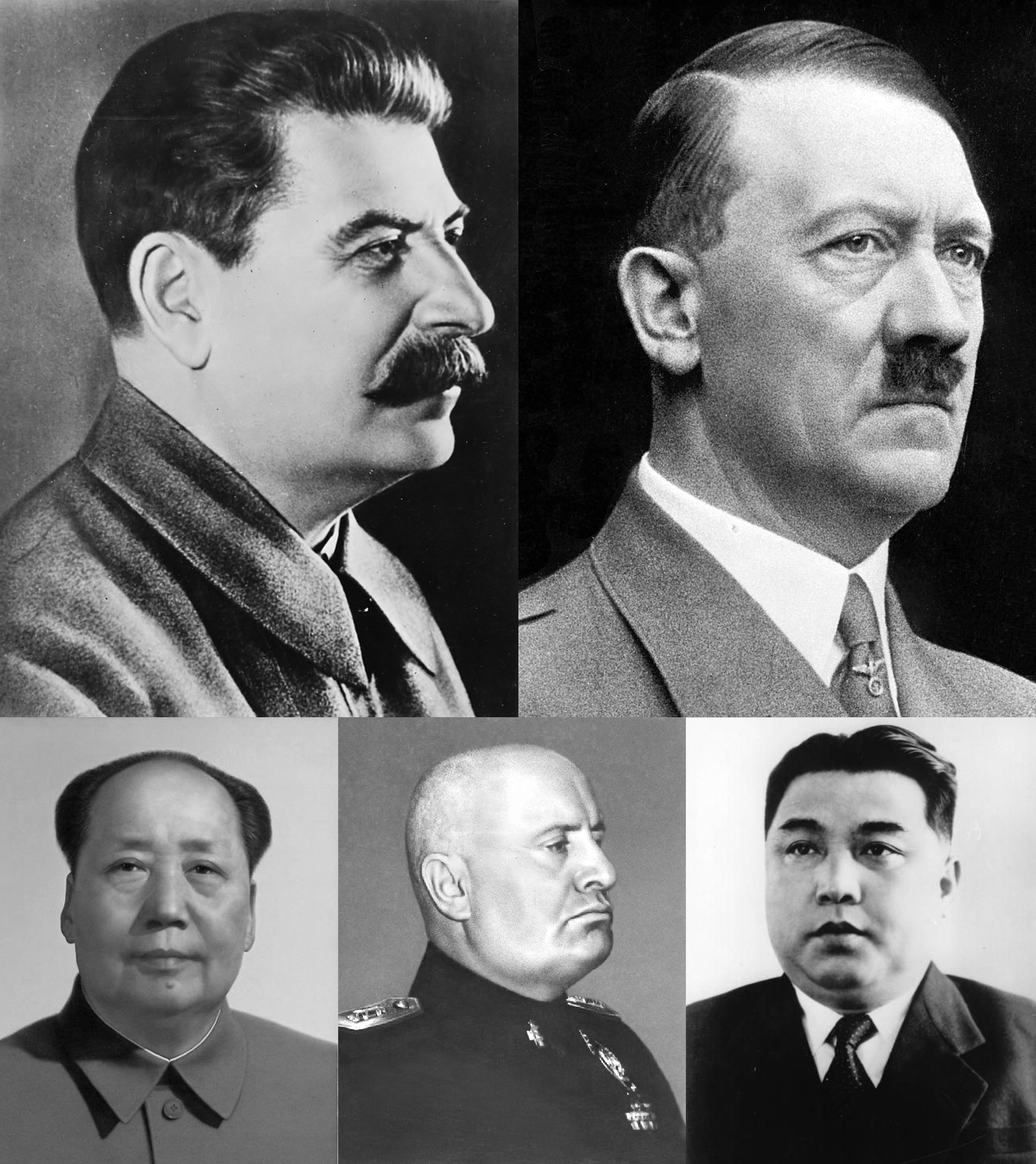
از چپ به راست، ردیف بالا: استالین، هیتلر ردیف پایین: مائو، موسولینی، سونگ

دیکتاتور یک رهبر سیاسی است که دارای قدرت مطلق است. کشوری که توسط دیکتاتور حکومت می‌شود دیکتاتوری نامیده می‌شود. کلمه دیکتاتور برگرفته از عنوان یک کلانتر در جمهوری روم است که در مواقع اضطراری به منظور حکومت بر جمهوری، توسط سنای روم تعیین می‌شد.
همچنین دیکتاتور به فرمانروا و در بیش تر موارد پایه‌گذار یک نظام حکومتی استبدادی اطلاق می‌شود. معنای این واژه در تعاریف جدید خود در بسیاری از مواقع با بی رحمی و ستم همراه می‌گردد. دیکتاتور در واژه به معنی «کسی که دیکته می‌کند» و در اصطلاح، در ابتدا با رویکردی نامنفی در اشاره به مجری یک سازوکار خاصّ حکومتی در روم باستان که دیکتاتور نام داشت و در معنای جدید و در اشاره‌ای منفی به دیکتاتوری‌های نوین به معنی «خود رای» و «مطلق‌العنان» است. در ابتدا عنوان هریک از قضاتی که در روم قدیم در مواقع خطیر و بحرانی برای اداره امور کشور از طرف کنسول‌ها برای مدت شش ماه با اختیارات فوق‌العاده انتخاب می‌شدند دیکتاتور نام داشتند. دیکتاتور معاونی با عنوان ماگیستر اکوئیتوم (به‌معنی اربابِ سواران) انتخاب می‌کرد. انتخاب دیکتاتور از ۴۳۰ ق.م. معمول شد و در اواخر قرن ۳ ق.م. منسوخ شد. «لوکیوس کورنلیوس سولا» دوباره آن را بدون قید مدت برقرار کرد. پس از قتل ژولیوس سزار دیکتاتوری رسماً ملغی شد. دیکتاتوری‌های معاصر اغلب یا به عنوان رهبر یک حزب یا به کمک پیروان خود از طریق شورش یا کودتا حکومت را به‌دست می‌گیرند یا از طریق قانون اساسی بر سر کار می‌آیند و به تدریج حکومت دیکتاتوری به وجود می‌آورند. دیکتاتورها نوعاً به اتکاء یک حزب رسمی و کمک پلیس مخفی و تبلیغات شدید به حکومت ادامه می‌دهند. (دائرةالمعارف فارسی).
باید توجه داشت که اگرچه نام‌های مستبد، تمامیت‌خواه، خودکامه، جبار و یکه‌سالار، مترادفات هر یک از آن‌ها و نیز نام نظام‌های حکومتی تحت فرمانرواییشان در ادبیات و بحث‌های سیاسی اغلب به یک معنا به کار می‌روند، هم‌معنا نبوده و در علم سیاست دارای تعاریف جداگانه می‌باشند.

## دیکتاتور روم

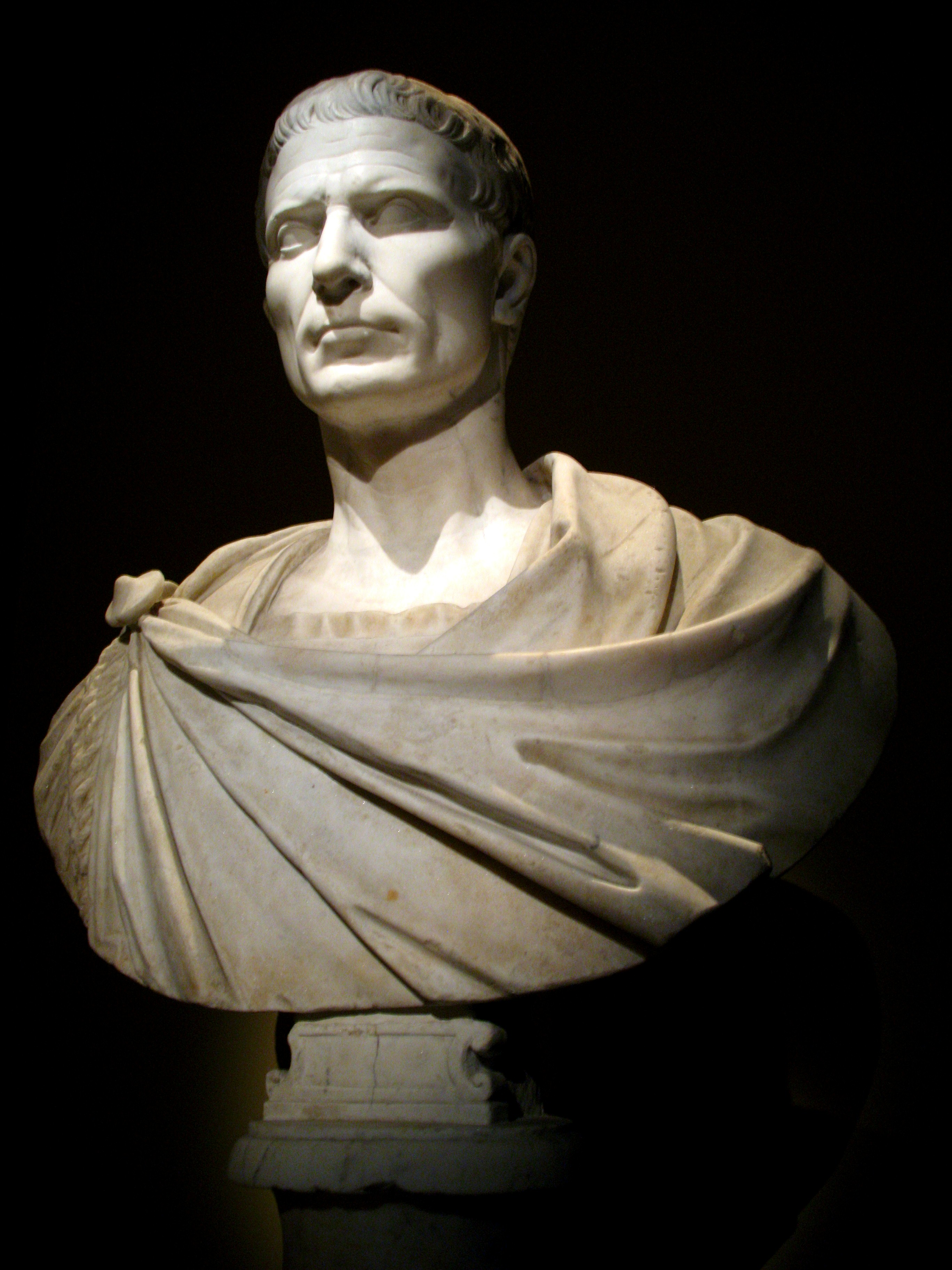
ژولیوس سزار، دیکتاتور جمهوری روم.

در نظام جمهوری روم، دیکتاتور فردی بود که به‌طور موقت قدرت ایالت‌ها را در طول جنگ بر عهده داشت. مقام او تنها برای ۶ ماه بود.

## در قرن نوزدهم
پس از شکل‌گیری کشورهای آمریکای لاتین، دولت‌های ملی روی کار آمدند، ولی دولت‌های ملی توسط فرماندهان ارتش که یک ارتش وفادار به خود را در دست داشتند سقوط کردند و دیکتاتورها بر مسند قدرت نشستند برای نمونه می‌توان به آنتونیو لوپز د سانتا آنا در مکزیک و خوان منوئل د روساس در آرژانتین اشاره کرد. پدیده سرنگونی دولت‌های ضعیف ملی تا نیمه دوم قرن بیستم میلادی در آمریکای لاتین ادامه داشت.

## در قرن بیستم

آدولف هیتلر (راست)، دیکتاتور آلمان از سال ۱۹۳۳ تا سال ۱۹۴۵ و بنیتو موسولینی (چپ)، دیکتاتور ایتالیا از سال ۱۹۲۲ تا سال ۱۹۴۳

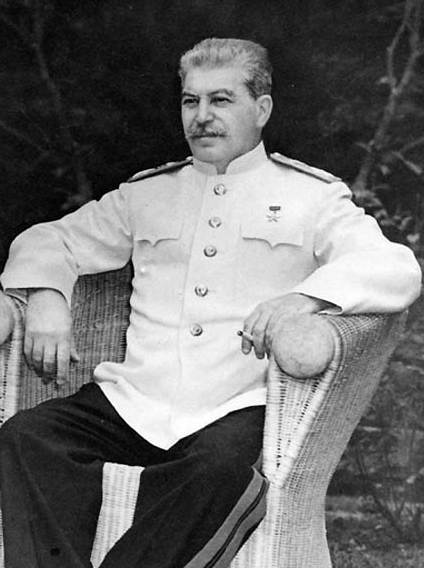
استالین در سال ۱۹۴۵. او یکی از بزرگ‌ترین و خطرناک‌ترین دیکتاتوران کل تاریخ بود.

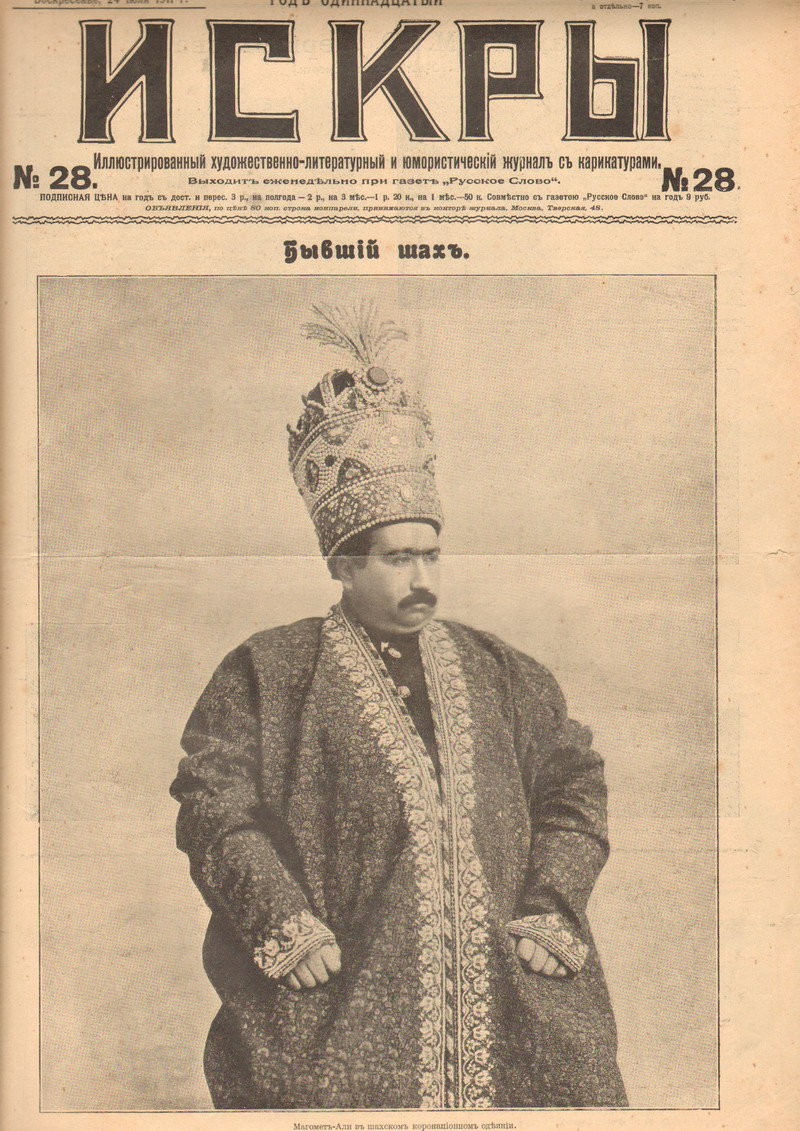
محمدعلی شاه نمونه دیکتاتوری ایرانی که نوعی مستبد صغیر بود.

بزرگ‌ترین دیکتاتورهای تاریخ بشر در این قرن پدیدار شدند. 

## در قرن بیست‌ویکم

شاخص مردم‌سالاری منتشر شده توسط مجله اکومونیست. کشورهای قرمز پررنگ دیکتاتوری محسوب می‌شوند مانند ایران، عربستان، سوریه، کره شمالی، میانمار، ترکمنستان و بخش‌هایی از آفریقا. در این کشورها همه (به جزها عربستان) یا از طریق کودتا یا انقلابی تندرو مانند انقلاب ۱۹۱۷ روسیه به قدرت رسیده‌اند.

در زمان بشار اسد، دیکتاتور سوریه، ارتش سوریه در طول جنگ داخلی سوریه، جنایات صنعتی را بر جمعیت غیرنظامی اعمال کرد. که شامل صدها حمله شیمیایی، مانند حمله شیمیایی غوطه، بزرگ‌ترین حمله شیمیایی در قرن بیست و یکم است.

علی خامنه‌ای یکی از دیکتاتورهای زندهٔ جهان در قرن بیست‌ویکم نام برده شده است. وی طی خیزش ۱۴۰۱ ایران که در موازات سال ۲۰۲۲–۲۳ قرار گرفت توسط مردم داخل و خارج کشور و رسانه‌های خارجی و ایرانی خارج از کشور دیکتاتور نامیده شد. خامنه‌ای همچنین مورد خطاب شعار مرگ بر دیکتاتور قرار گرفت که در خیزش ۱۴۰۱ سر داده می‌شد.